# Kompleks wad wrodzonych
Kompleks wad wrodzonych – określenie grupy wad narządów znajdujących się w jednej okolicy ciała podczas rozwoju zarodkowego i ze względu na tę bliskość uszkodzonych przez nieznany czynnik działający w tym czasie. Rzeczywista patogeneza kompleksów wad jest nieznana; o ile udowodni się etiologię naczyniową, powinny być zaliczone do sekwencji malformacyjnych.
Przykładami kompleksów wad są:
- niedorozwój połowiczy twarzy
- holoprozencefalia
- malformacja Dandy'ego i Walkera
- agenezja kości krzyżowej